# 조종승
조종승(趙鐘勝, 1903년 5월 3일 ~ 1970년 9월 16일, 조선민주주의인민공화국)은 대한민국의 국회의원이다. 대한민국의 초대, 제2대 국회의원을 역임하였다. 한국전쟁 때 조선민주주의인민공화국으로 갔다.

## 약력
- 제천공립보통학교 졸업
- 어상천면, 단양면서기
- 어상천면장, 영춘면장

## 역대 선거 결과
|  | 40.58% |

|  | 66.23% |

## 참고자료
- 《대한민국 의정총람》, 국회의원총람발간위원회, 1994년
- 조종승 - 대한민국헌정회